# Зимнее солнцестояние
| Даты и время солнцестояний и равноденствий по UTC-0 | Даты и время солнцестояний и равноденствий по UTC-0 | Даты и время солнцестояний и равноденствий по UTC-0 | Даты и время солнцестояний и равноденствий по UTC-0 | Даты и время солнцестояний и равноденствий по UTC-0 | Даты и время солнцестояний и равноденствий по UTC-0 | Даты и время солнцестояний и равноденствий по UTC-0 | Даты и время солнцестояний и равноденствий по UTC-0 | Даты и время солнцестояний и равноденствий по UTC-0 |
| год                                                 | Весеннее равноденствие Март                         | Весеннее равноденствие Март                         | Летнее солнцестояние Июнь                           | Летнее солнцестояние Июнь                           | Осеннее равноденствие Сентябрь                      | Осеннее равноденствие Сентябрь                      | Зимнее солнцестояние Декабрь                        | Зимнее солнцестояние Декабрь                        |
| год                                                 | число                                               | время                                               | число                                               | время                                               | число                                               | время                                               | число                                               | время                                               |
| --------------------------------------------------- | --------------------------------------------------- | --------------------------------------------------- | --------------------------------------------------- | --------------------------------------------------- | --------------------------------------------------- | --------------------------------------------------- | --------------------------------------------------- | --------------------------------------------------- |
| 2010                                                | 20                                                  | 17:32:13                                            | 21                                                  | 11:28:25                                            | 23                                                  | 03:09:02                                            | 21                                                  | 23:38:28                                            |
| 2011                                                | 20                                                  | 23:21:44                                            | 21                                                  | 17:16:30                                            | 23                                                  | 09:04:38                                            | 22                                                  | 05:30:03                                            |
| 2012                                                | 20                                                  | 05:14:25                                            | 20                                                  | 23:09:49                                            | 22                                                  | 14:49:59                                            | 21                                                  | 11:12:37                                            |
| 2013                                                | 20                                                  | 11:02:55                                            | 21                                                  | 05:04:57                                            | 22                                                  | 20:44:08                                            | 21                                                  | 17:11:00                                            |
| 2014                                                | 20                                                  | 16:57:05                                            | 21                                                  | 10:51:14                                            | 23                                                  | 02:29:05                                            | 21                                                  | 23:03:01                                            |
| 2015                                                | 20                                                  | 22:45:09                                            | 21                                                  | 16:38:55                                            | 23                                                  | 08:20:33                                            | 22                                                  | 04:48:57                                            |
| 2016                                                | 20                                                  | 04:30:11                                            | 20                                                  | 22:34:11                                            | 22                                                  | 14:21:07                                            | 21                                                  | 10:44:10                                            |
| 2017                                                | 20                                                  | 10:28:38                                            | 21                                                  | 04:24:09                                            | 22                                                  | 20:02:48                                            | 21                                                  | 16:28:57                                            |
| 2018                                                | 20                                                  | 16:15:27                                            | 21                                                  | 10:07:18                                            | 23                                                  | 01:54:05                                            | 21                                                  | 22:23:44                                            |
| 2019                                                | 20                                                  | 21:58:25                                            | 21                                                  | 15:54:14                                            | 23                                                  | 07:50:10                                            | 22                                                  | 04:19:25                                            |
| 2020                                                | 20                                                  | 03:50:36                                            | 20                                                  | 21:44:40                                            | 22                                                  | 13:31:38                                            | 21                                                  | 10:02:19                                            |
| 2021                                                | 20                                                  | 09:37:27                                            | 21                                                  | 03:32:08                                            | 22                                                  | 19:21:03                                            | 21                                                  | 15:59:16                                            |
| 2022                                                | 20                                                  | 15:33:23                                            | 21                                                  | 09:13:49                                            | 23                                                  | 01:03:40                                            | 21                                                  | 21:48:10                                            |
| 2023                                                | 20                                                  | 21:24:24                                            | 21                                                  | 14:57:47                                            | 23                                                  | 06:49:56                                            | 22                                                  | 03:27:19                                            |
| 2024                                                | 20                                                  | 03:06:21                                            | 20                                                  | 20:50:56                                            | 22                                                  | 12:43:36                                            | 21                                                  | 09:20:30                                            |
| 2025                                                | 20                                                  | 09:01:25                                            | 21                                                  | 02:42:11                                            | 22                                                  | 18:19:16                                            | 21                                                  | 15:03:01                                            |
| 2026                                                | 20                                                  | 14:45:53                                            | 21                                                  | 08:24:26                                            | 23                                                  | 00:05:08                                            | 21                                                  | 20:50:09                                            |
| 2027                                                | 20                                                  | 20:24:36                                            | 21                                                  | 14:10:45                                            | 23                                                  | 06:01:38                                            | 22                                                  | 02:42:04                                            |
| 2028                                                | 20                                                  | 02:17:02                                            | 20                                                  | 20:01:54                                            | 22                                                  | 11:45:12                                            | 21                                                  | 08:19:33                                            |
| 2029                                                | 20                                                  | 08:01:52                                            | 21                                                  | 01:48:11                                            | 22                                                  | 17:38:23                                            | 21                                                  | 14:13:59                                            |
| 2030                                                | 20                                                  | 13:51:58                                            | 21                                                  | 07:31:11                                            | 22                                                  | 23:26:46                                            | 21                                                  | 20:09:30                                            |
| 2031                                                | 20                                                  | 19:40:51                                            | 21                                                  | 13:17:00                                            | 23                                                  | 05:15:10                                            | 22                                                  | 01:55:25                                            |
| 2032                                                | 20                                                  | 01:21:45                                            | 20                                                  | 19:08:38                                            | 22                                                  | 11:10:44                                            | 21                                                  | 07:55:48                                            |
| 2033                                                | 20                                                  | 07:22:35                                            | 21                                                  | 01:00:59                                            | 22                                                  | 16:51:31                                            | 21                                                  | 13:45:51                                            |
| 2034                                                | 20                                                  | 13:17:20                                            | 21                                                  | 06:44:02                                            | 22                                                  | 22:39:25                                            | 21                                                  | 19:33:50                                            |
| 2035                                                | 20                                                  | 19:02:34                                            | 21                                                  | 12:32:58                                            | 23                                                  | 04:38:46                                            | 22                                                  | 01:30:42                                            |
| 2036                                                | 20                                                  | 01:02:40                                            | 20                                                  | 18:32:03                                            | 22                                                  | 10:23:09                                            | 21                                                  | 07:12:42                                            |
| 2037                                                | 20                                                  | 06:50:05                                            | 21                                                  | 00:22:16                                            | 22                                                  | 16:12:54                                            | 21                                                  | 13:07:33                                            |
| 2038                                                | 20                                                  | 12:40:27                                            | 21                                                  | 06:09:12                                            | 22                                                  | 22:02:05                                            | 21                                                  | 19:02:08                                            |
| 2039                                                | 20                                                  | 18:31:50                                            | 21                                                  | 11:57:14                                            | 23                                                  | 03:49:25                                            | 22                                                  | 00:40:23                                            |
| 2040                                                | 20                                                  | 00:11:29                                            | 20                                                  | 17:46:11                                            | 22                                                  | 09:44:43                                            | 21                                                  | 06:32:38                                            |
| 2041                                                | 20                                                  | 06:06:36                                            | 20                                                  | 23:35:39                                            | 22                                                  | 15:26:21                                            | 21                                                  | 12:18:07                                            |
| 2042                                                | 20                                                  | 11:53:06                                            | 21                                                  | 05:15:38                                            | 22                                                  | 21:11:20                                            | 21                                                  | 18:03:51                                            |
| 2043                                                | 20                                                  | 17:27:34                                            | 21                                                  | 10:58:09                                            | 23                                                  | 03:06:43                                            | 22                                                  | 00:01:01                                            |
| 2044                                                | 19                                                  | 23:20:20                                            | 20                                                  | 16:50:55                                            | 22                                                  | 08:47:39                                            | 21                                                  | 05:43:22                                            |
| 2045                                                | 20                                                  | 05:07:24                                            | 20                                                  | 22:33:41                                            | 22                                                  | 14:32:42                                            | 21                                                  | 11:34:54                                            |
| 2046                                                | 20                                                  | 10:57:38                                            | 21                                                  | 04:14:26                                            | 22                                                  | 20:21:31                                            | 21                                                  | 17:28:16                                            |
| 2047                                                | 20                                                  | 16:52:26                                            | 21                                                  | 10:03:16                                            | 23                                                  | 02:07:52                                            | 21                                                  | 23:07:01                                            |
| 2048                                                | 19                                                  | 22:33:37                                            | 20                                                  | 15:53:43                                            | 22                                                  | 08:00:26                                            | 21                                                  | 05:02:03                                            |
| 2049                                                | 20                                                  | 04:28:24                                            | 20                                                  | 21:47:06                                            | 22                                                  | 13:42:24                                            | 21                                                  | 10:51:57                                            |
| 2050                                                | 20                                                  | 10:19:22                                            | 21                                                  | 03:32:48                                            | 22                                                  | 19:28:18                                            | 21                                                  | 16:38:29                                            |

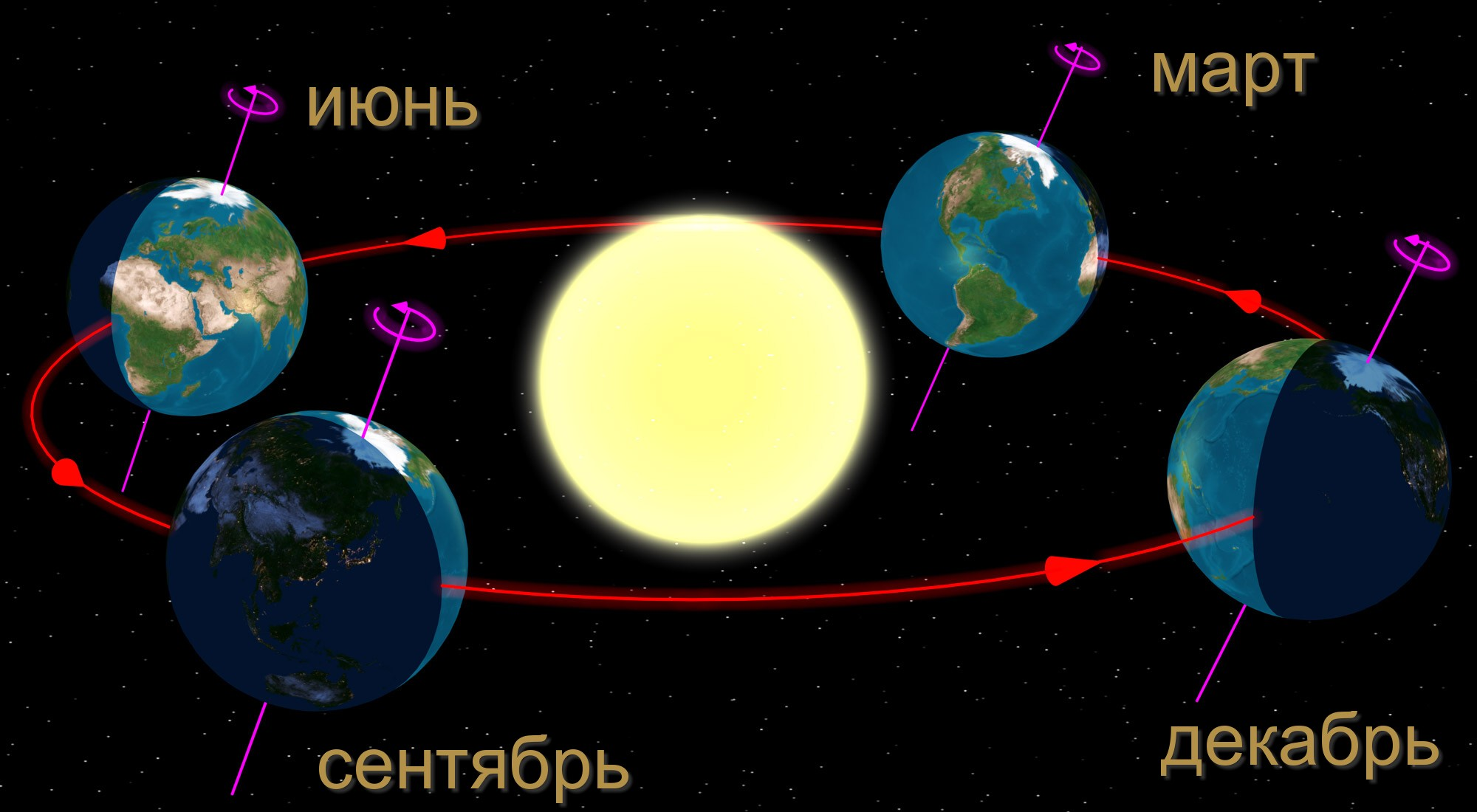
Диаграмма сезонов в Северном полушарии Земли. Крайнее правое положение: зимнее солнцестояние

Зи́мнее солнцестоя́ние — момент, когда Солнце проходит для Северного полушария через самую южную точку эклиптики или в Южном полушарии через самую северную. В первом случае (в XXI веке) это происходит 21 декабря, порой 22, в конце столетия — 20. Во втором же случае совпадает с датой летнего солнцестояния в Северном полушарии. Высота Солнца над горизонтом в момент зимнего солнцестояния минимальна среди верхних кульминаций Солнца для всех дней данного года. День зимнего солнцестояния — самый короткий в году, а ночь — самая длинная.
Сезонное значение зимнего солнцестояния состоит в повороте от постепенного удлинения ночи и сокращения дня к обратному направлению.
С доисторических времён зимнее солнцестояние было значимым временем года во многих культурах и отмечалось праздниками и обрядами. Сокращение светового дня и последующее удлинение могли рассматриваться как символическая смерть и возрождение Солнца.

## Дата
В 45 году до н. э. Юлий Цезарь в своём юлианском календаре установил для Европы 25 декабря как дату зимнего солнцестояния (лат. Bruma). С тех пор за счёт разницы между календарным годом (365,25 суток) и тропическим годом (365,2421897 суток) произошёл сдвиг фактического астрономического солнцестояния примерно на 3 дня за каждые 4 столетия, достигнув в XVI веке даты 12 декабря. В 1582 году Папа Григорий XIII решил восстановить точное соответствие между сезонами и гражданским годом, но при этом он ссылался не на эпоху римского императора, а на Никейский собор 325 года, период становления основных христианских праздников. Таким образом, Папа аннулировал 10-дневную ошибку, накопленную за период с IV по XVI века, но не учёл 3 дня, набежавшие между I и IV веками нашей эры. Эта корректировка календаря сдвинула зимнее солнцестояние в северном полушарии примерно до 22 декабря.

## Культурно-историческое значение
Зимнее солнцестояние было важно в жизни первобытной общины, поскольку люди не были уверены в том, что они хорошо подготовились к зиме в течение предыдущих девяти месяцев, и что они смогут пережить эту зиму. Голод был распространённым явлением в зимний период, с января по апрель, этот отрезок года известен как голодные месяцы. В умеренном климате фестиваль середины зимы был последним праздником перед началом тяжёлого зимнего периода. Большая часть скота в это время забивалась, поскольку его нечем было кормить в течение зимы, поэтому время зимнего солнцестояния было единственным периодом года, когда больше всего потреблялось свежего мяса. В это время большая часть вина и пива, сделанного в течение тёплого времени года, доходила наконец до готовности, и его можно было пить. Празднества проводились не только непосредственно в этот день, они начинались в полночь или на рассвете, а чаще всего накануне.

### Неолитическая Европа

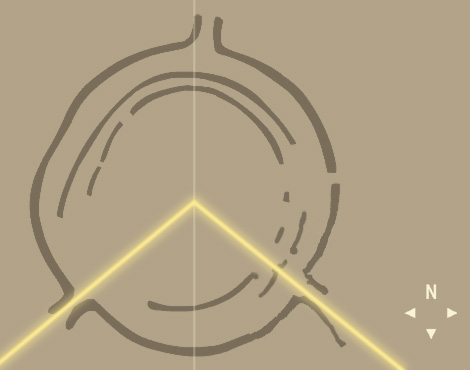
Гозекский круг (Германия, неолит). Жёлтые линии направлены на восход и заход солнца в день зимнего солнцестояния

Основные оси мегалитических памятников позднего неолита и бронзового века, таких как Стоунхендж в Великобритании и Ньюгрейндж в Ирландии, были выровнены по зрительной линии, указывающей восход (Ньюгрейндж) и закат (Стоунхендж) солнца в день зимнего солнцестояния. В Стоунхендже Великий трилитон повёрнут наружу от центра памятника, то есть плоская лицевая его часть обращена к середине зимы по Солнцу.

### Древний Рим
В древнеримском календаре датой зимнего солнцестояния было 25 декабря. Марк Теренций Варрон писал в I веке до нашей эры, что оно считалось серединой зимы. В том же веке Овидий писал, что зимнее солнцестояние — это первый день «нового Солнца»:
«Ты мне скажи, почему новый год начинается в холод,

Разве не лучше ему в путь отправляться весной?» <…>

Долго я спрашивал так, но он, недолго помедлив,

В два лишь стиха уложил свой на вопрос мой ответ:

«Солнцеворот — это день и последний для солнца, и первый:

Тут поднимается Феб, тут начинается год».— Фасты (Овидий) I. 149-164
В календаре Антиоха Афинского (II век нашей эры), 25 декабря отмечено словами Ἡλίου γενέθλιον · αὔξει φῶς «рождение солнца: свет растёт». В 274 году нашей эры император Аврелиан учредил в Риме официальный культ Sol Invictus или «Непобедимого Солнца». Традиционно считается, что вскоре после этого начали отмечать 25 декабря Dies Natalis Solis Invicti — День рождения Непобедимого Солнца. Гэри Форсайт, профессор древней истории, говорит: «Это празднование стало бы приятным дополнением к семидневному периоду Сатурналий (17-23 декабря), самому радостному праздничному сезону Рима со времён Республики, характеризующемуся вечеринками, банкетами и обменом подарками».
Историки литургии в целом признают, что зимнее солнцестояние оказало некоторое влияние на выбор 25 декабря в качестве даты Рождества Христова. Широко распространённая теория заключается в том, что Церковь выбрала его в качестве дня рождения Христа (Dies Natalis Christi) специально для того, чтобы присвоить римский языческий праздник дня рождения бога Солнца (Dies Natalis Solis Invicti). По словам Филиппа Нотхафта, профессора Тринити-колледжа в Дублине, хотя эта теория «в настоящее время используется как объяснение по умолчанию для выбора 25 декабря в качестве дня рождения Христа, немногие сторонники этой теории, похоже, осознают, насколько ничтожны имеющиеся доказательства на самом деле». Согласно альтернативной точке зрения, связь обратная — установление Дня рождения Непобедимого Солнца 25 декабря могло стать языческой реакцией на присвоение христианами сакральной даты зимнего солнцестояния.

### Германцы
Обсуждая герулов, византийский историк Прокопий Кесарийский писал в VI веке, что народ Скандинавии (которую он называет Туле) проводил свой самый большой праздник вскоре после зимнего солнцестояния, чтобы отпраздновать возвращение дневного света.
В англосаксонской Англии датой зимнего солнцестояния обычно считалось 25 декабря, а в древнеанглийском midwinter могло означать как зимнее солнцестояние, так и Рождество. В VIII веке Беда Достопочтенный писал, что язычники-англосаксы праздновали праздник Mōdraniht («Ночь матерей») в день зимнего солнцестояния, который знаменовал начало англосаксонского года.
Северогерманские народы праздновали зимний праздник под названием Йоль. «Сага о Хаконе Добром» приписывает королю Норвегии Хакону I, правившему с 934 по 961 год, перенос Йоля с середины зимы на время Рождества Христова (25 декабря):

Хакон конунг был хорошим христианином, когда он приехал в Норвегию. Но так как вся страна была тогда языческой, и жертвоприношения — в обычае, а в стране было много влиятельных людей, в поддержке которых, как и в любви всего народа, он очень нуждался, он решил скрывать свое христианство. Однако он соблюдал воскресенья и постился по пятницам. Он сделал законом, что йоль должен был начинаться в то же время, что и христианское рождество. Каждый должен был тогда варить пиво из меры зерна под страхом денежного взыскания и праздновать, пока хватает пива. А раньше йоль начинался в ночь на середину зимы и продолжался три дня.— Сага о Хаконе Добром, XIII

### Балканы

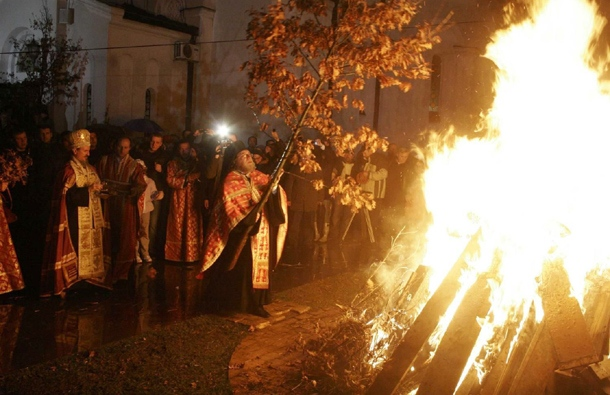
Сожжение бадняка на костре у храма Святого Саввы, Белград

У балканских народов традицией периода зимнего солнцестояния является разведение костров и торжественное сожжение дерева или полена ночью в Рождественский сочельник (сербский бадняк, болгарский будник, алб. buzmi).

### Китай

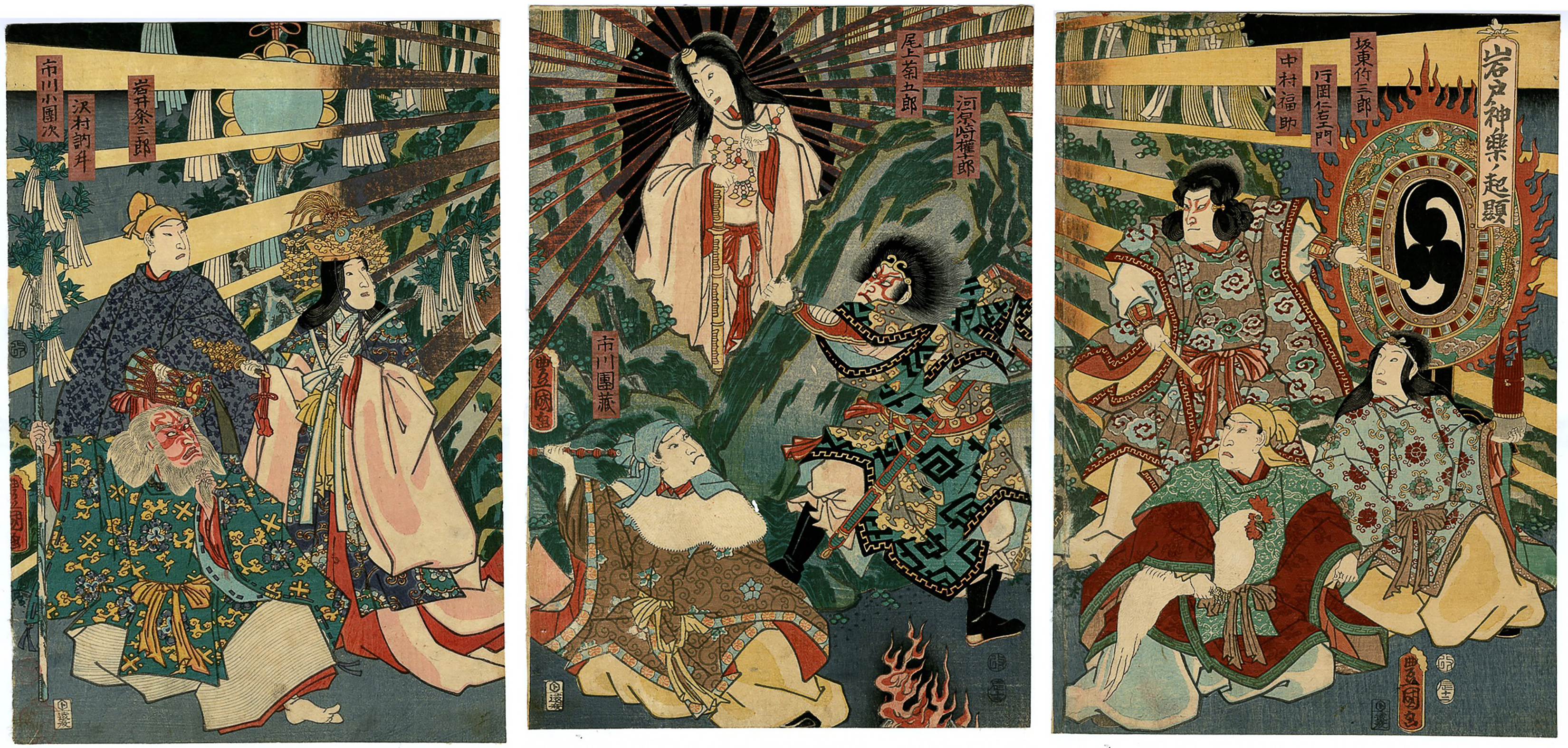
Японская Богиня Солнца Аматэрасу, выходящая из пещеры

В Восточной Азии зимнее солнцестояние отмечается как один из Двадцати четырёх солнечных периодов, называемых Дунчжи (冬至) на китайском языке.

### Индия
Макара-санкранти (санскр. मकर संक्रांति) или Магхи, является праздничным днем в индуистском календаре в честь божества Сурьи (солнца). Он отмечается каждый год в январе. Он знаменует собой первый день транзита Солнца в созвездие Макара (Козерог), отмечая конец месяца с зимним солнцестоянием и началом более длинных дней.

### Иран

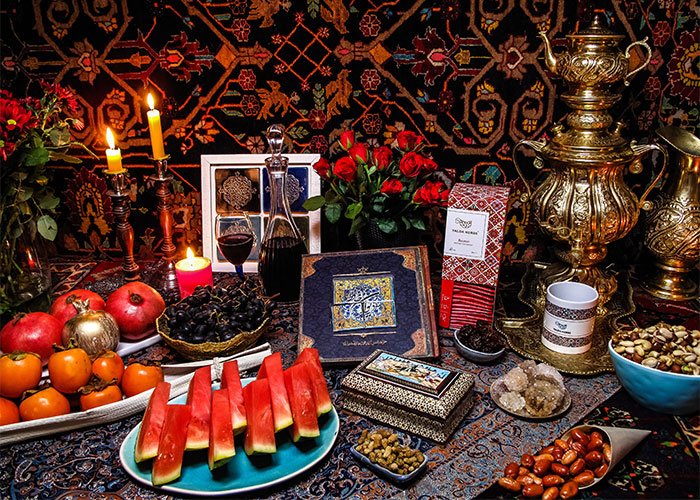
Праздничный стол в ночь Ялда

Иранцы празднуют ночь зимнего солнцестояния как «ночь Ялда», которая является «самой длинной и тёмной ночью в году». Некоторые называют её «Шаб-е челлех» («40-я ночь»). В эту ночь вся семья собирается вместе, обычно в доме старшего, и празднует её едой, питьем и чтением стихов (особенно Хафиза). Обязательным атрибутом праздничного стола считаются орехи, гранаты и арбузы.

### Иудаизм
Аггадическая легенда, найденная в трактате «Авода Зара», выдвигает талмудическую гипотезу о том, что Адам первым установил традицию поста перед зимним солнцестоянием и ликования после него, этот праздник позже развился в римские Сатурналии и Календы.

Когда Адам, первый человек, увидел, что день постепенно уменьшается, поскольку дни становятся короче от осеннего равноденствия до зимнего солнцестояния, он ещё не знал, что это обычное явление, и поэтому он сказал: «Горе мне! Быть может, из-за того, что я согрешил, мир становится тёмным вокруг меня и в конечном итоге вернётся к изначальному состоянию хаоса и беспорядка? И это смерть, которая была предначертана мне с Небес, как написано: „И в прах возвратишься“ (Бытие 3:19)?». Он встал и провел восемь дней в посте и молитве. Однажды он увидел, что наступил сезон Тевета, то есть зимнего солнцестояния, и увидел, что день постепенно удлиняется после солнцестояния, он сказал: «Очевидно, что дни становятся короче, а затем длиннее, и таков порядок мира». Он пошёл и соблюдал праздник в течение восьми дней. На следующий год он соблюдал и эти восемь дней, в которые он постился в предыдущем году, и эти восемь дней своего празднования, как дни празднеств. Он, Адам, установил эти праздники ради Небес, но они, язычники последующих поколений, установили их ради идолопоклонства.— «Авода Зара» 8а

## Наблюдения

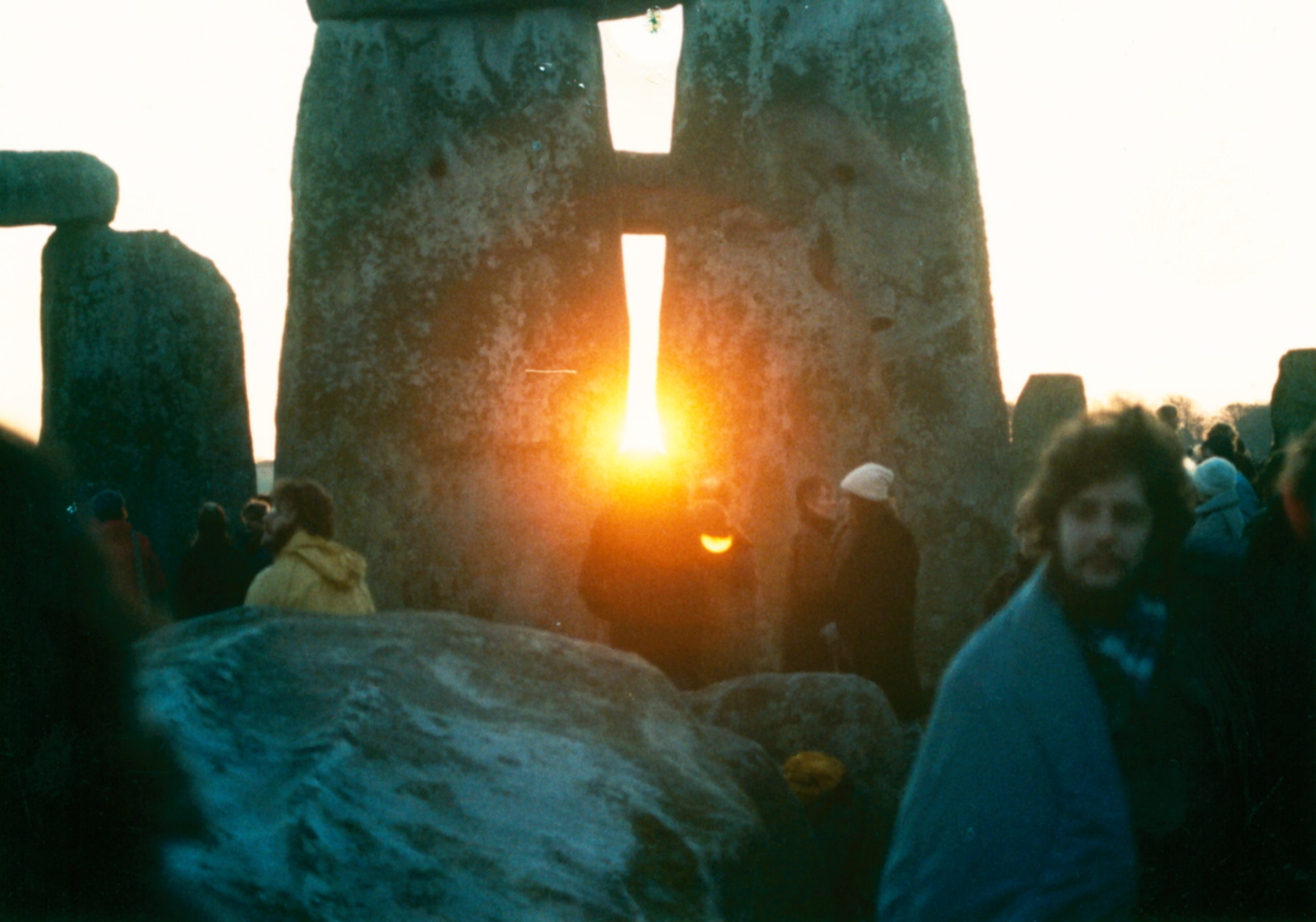
Восход солнца в Стоунхендже в день зимнего солнцестояния

Прямое наблюдение солнцестояния любителями сложно, потому что солнце движется к точке солнцестояния довольно медленно, так что трудно определить его конкретный день, не говоря уже о его мгновении. Знание о времени происхождения события только недавно стало возможным вплоть до почти мгновения, благодаря точному отслеживанию астрономических данных. Фактический момент солнцестояния невозможно обнаружить (нельзя заметить, что объект перестал двигаться, можно только констатировать, что в текущем замере объект не изменил положение по сравнению с предыдущим замером, либо сдвинулся в противоположном направлении). Кроме того, чтобы определить событие с точностью до одного дня, надо уметь наблюдать изменения по азимуту и высоте меньше 1/60 углового диаметра Солнца. Аналогичное определение с точностью до двух дней легче, оно требует погрешности наблюдения всего около 1/16 углового диаметра Солнца. Таким образом, большинство наблюдений констатирует день солнцестояния, а не его мгновение. Часто это делается путём наблюдения за восходом и заходом солнца с помощью астрономически выверенного инструмента, который обеспечивает прохождение луча света в определённую точку именно в нужный момент времени.